# 파울 (야구)

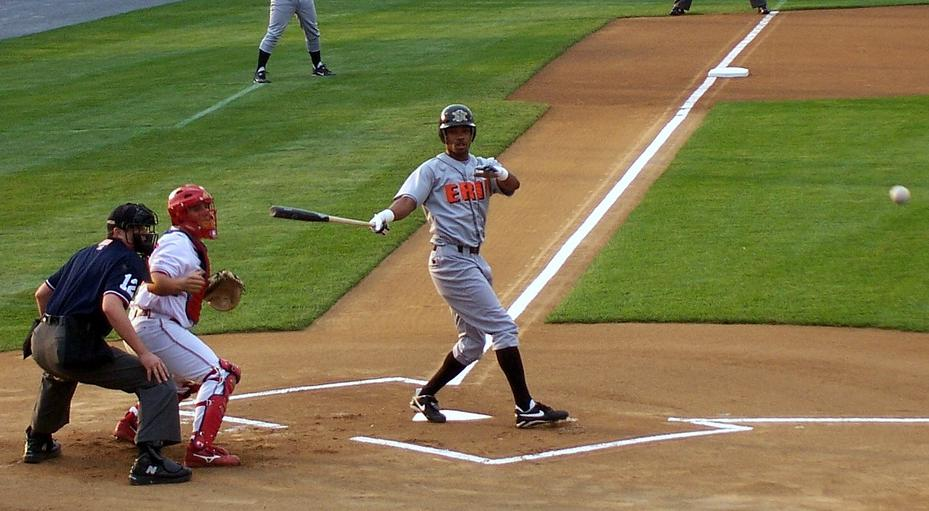

야구에서 파울(foul ball)이란 좌타석의 왼쪽 내야쪽 각부터 시작하여 좌측으로는 3루를 거치고 나서 좌측의 폴대에서 끝나는 좌측의 파울라인과 우타석의 오른쪽 내야쪽 각부터 시작하여 1루를 거치고 우측의 폴대에서 끝나는 우측의 파울라인 바깥쪽으로 공이 바운드로 떨어지거나 담장을 넘어간 경우, 타자가 친 공이 포수나 타자의 몸에 맞은 경우와 타자가 공을 스쳐 친 후 그것이 뒤로 간 경우 등에 선언된다.

## 규칙
- 파울은 스트라이크로 기록되며 2스트라이크 이후에는 노카운트로 처리한다. 단, 번트파울은 2스트라이크 이후로도 스트라이크로 인정한다.
- 공중에서 파울이 선언되어도 땅에 떨어질 때까지는 볼 인 플레이로 처리한다. (이때는 주자와 타자 모두 귀루해야 한다.) 만약 야수가 파울 볼을 잡았을 경우 타자는 아웃이고 주자의 태그업이 가능하다. 그러나 파울볼이 땅으로 떨어지면 볼데드가 선언된다.